# Саут-Лейк-Таго (Каліфорнія)
Саут-Лейк-Таго (англ. South Lake Tahoe) — місто (англ. city) в США, в окрузі Ель-Дорадо штату Каліфорнія. Населення — 21 330 осіб (2020).

## Географія
Саут-Лейк-Таго розташований за координатами 38°56′21″ пн. ш. 119°58′56″ зх. д. / 38.93917° пн. ш. 119.98222° зх. д. (38.939230, -119.982216).  За даними Бюро перепису населення США в 2010 році місто мало площу 43,00 км², з яких 26,32 км² — суходіл та 16,69 км² — водойми.

### Клімат
Місто знаходиться у зоні, котра характеризується середземноморським кліматом. Найтепліший місяць — липень із середньою температурою 15.2 °C (59.4 °F). Найхолодніший місяць — січень, із середньою температурою -1.1 °С (30 °F).
| Клімат Саут-Лейк-Таго   | Клімат Саут-Лейк-Таго | Клімат Саут-Лейк-Таго | Клімат Саут-Лейк-Таго | Клімат Саут-Лейк-Таго | Клімат Саут-Лейк-Таго | Клімат Саут-Лейк-Таго | Клімат Саут-Лейк-Таго | Клімат Саут-Лейк-Таго | Клімат Саут-Лейк-Таго | Клімат Саут-Лейк-Таго | Клімат Саут-Лейк-Таго | Клімат Саут-Лейк-Таго | Клімат Саут-Лейк-Таго |
| Показник                | Січ.                  | Лют.                  | Бер.                  | Квіт.                 | Трав.                 | Черв.                 | Лип.                  | Серп.                 | Вер.                  | Жовт.                 | Лист.                 | Груд.                 | Рік                   |
| Абсолютний максимум, °C | 16,1                  | 16,1                  | 18,9                  | 21,1                  | 26,7                  | 28,3                  | 31,1                  | 31,7                  | 29,4                  | 26,1                  | 18,9                  | 14,4                  | 31,7                  |
| Середній максимум, °C   | 3,8                   | 4,1                   | 4,9                   | 8,8                   | 12,7                  | 17,7                  | 22,1                  | 22,2                  | 18,9                  | 13,1                  | 5,8                   | 3,6                   | 11,5                  |
| Середня температура, °C | −1,1                  | −0,9                  | −0,1                  | 2,9                   | 6,6                   | 11,3                  | 15,2                  | 15,2                  | 12,3                  | 7,2                   | 1,2                   | −1                    | 5,7                   |
| Середній мінімум, °C    | −6,1                  | −5,8                  | −5,2                  | −2,9                  | 0,5                   | 4,8                   | 8,3                   | 8,3                   | 5,7                   | 1,4                   | −3,6                  | −5,7                  | 0                     |
| Абсолютний мінімум, °C  | −21,1                 | −20,6                 | −23,3                 | −17,8                 | −12,2                 | −5,6                  | −1,1                  | −4,4                  | −7,8                  | −10,6                 | −14,4                 | −21,1                 | −23,3                 |
| Норма опадів, мм        | 165                   | 211                   | 210                   | 84                    | 51                    | 39                    | 18                    | 16                    | 45                    | 99                    | 169                   | 161                   | 1267                  |
| Днів з опадами          | 11                    | 11                    | 14                    | 9                     | 9                     | 5                     | 3                     | 3                     | 4                     | 7                     | 11                    | 10                    | 97                    |
| Днів з дощем            | 9                     | 9                     | 6                     | 5                     | 3                     | 1                     | 0                     | 0                     | 1                     | 3                     | 5                     | 9                     | 55                    |
| ----------------------- | --------------------- | --------------------- | --------------------- | --------------------- | --------------------- | --------------------- | --------------------- | --------------------- | --------------------- | --------------------- | --------------------- | --------------------- | --------------------- |
| Джерело: Weatherbase    |                       |                       |                       |                       |                       |                       |                       |                       |                       |                       |                       |                       |                       |

## Демографія
Згідно з переписом 2010 року, у місті мешкали 21 403 особи в 8918 домогосподарствах у складі 4677 родин. Густота населення становила 498 осіб/км².  Було 15087 помешкань (351/км²).
Расовий склад населення:
| - 73,5 % — білих - 5,5 % — азіатів - 1,1 % — корінних американців - 0,9 % — чорних або афроамериканців - 0,2 % — вихідців з тихоокеанських островів - 15,1 % — осіб інших рас |

До двох чи більше рас належало 3,7 %. Частка іспаномовних становила 31,1 % від усіх жителів.
За віковим діапазоном населення розподілялося таким чином: 20,6 % — особи молодші 18 років, 69,6 % — особи у віці 18—64 років, 9,8 % — особи у віці 65 років та старші. Медіана віку мешканця становила 35,6 року. На 100 осіб жіночої статі у місті припадало 113,6 чоловіків;  на 100 жінок у віці від 18 років та старших — 115,7 чоловіків також старших 18 років.
Середній дохід на одне домашнє господарство  становив 58 104 долари США (медіана — 39 793), а середній дохід на одну сім'ю — 68 882 долари (медіана — 51 910). Медіана доходів становила 36 550 доларів для чоловіків та 39 813 долари для жінок. За межею бідності перебувало 18,5 % осіб, у тому числі 25,4 % дітей у віці до 18 років та 6,9 % осіб у віці 65 років та старших.
Цивільне працевлаштоване населення становило 10 669 осіб. Основні галузі зайнятості: мистецтво, розваги та відпочинок — 40,8 %, освіта, охорона здоров'я та соціальна допомога — 13,6 %, роздрібна торгівля — 11,1 %.